# Reinraum (Verein)

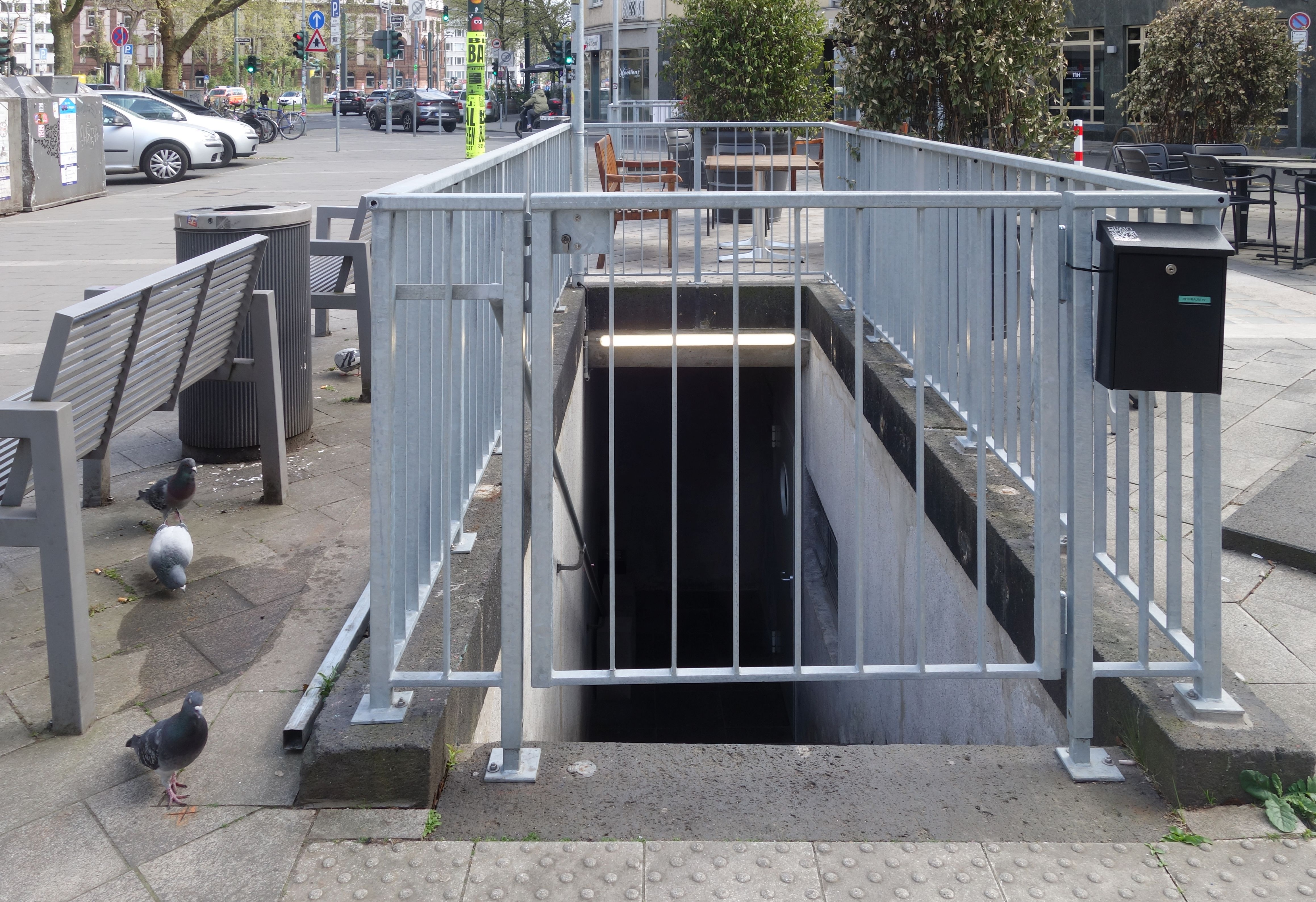
Eingang zur Toilettenanlage (2025)

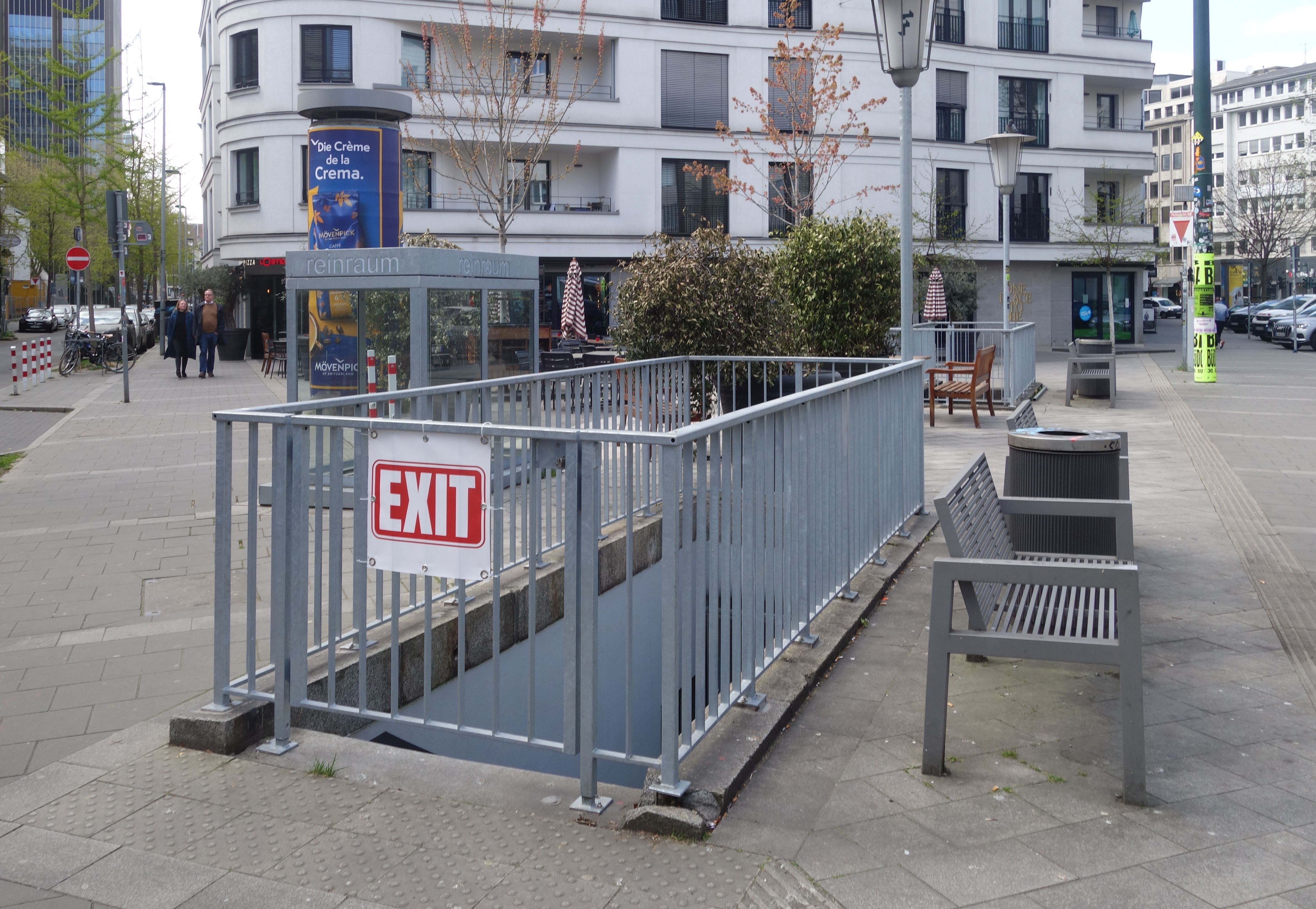
Ausgang der Toilettenanlage von außen (2025)

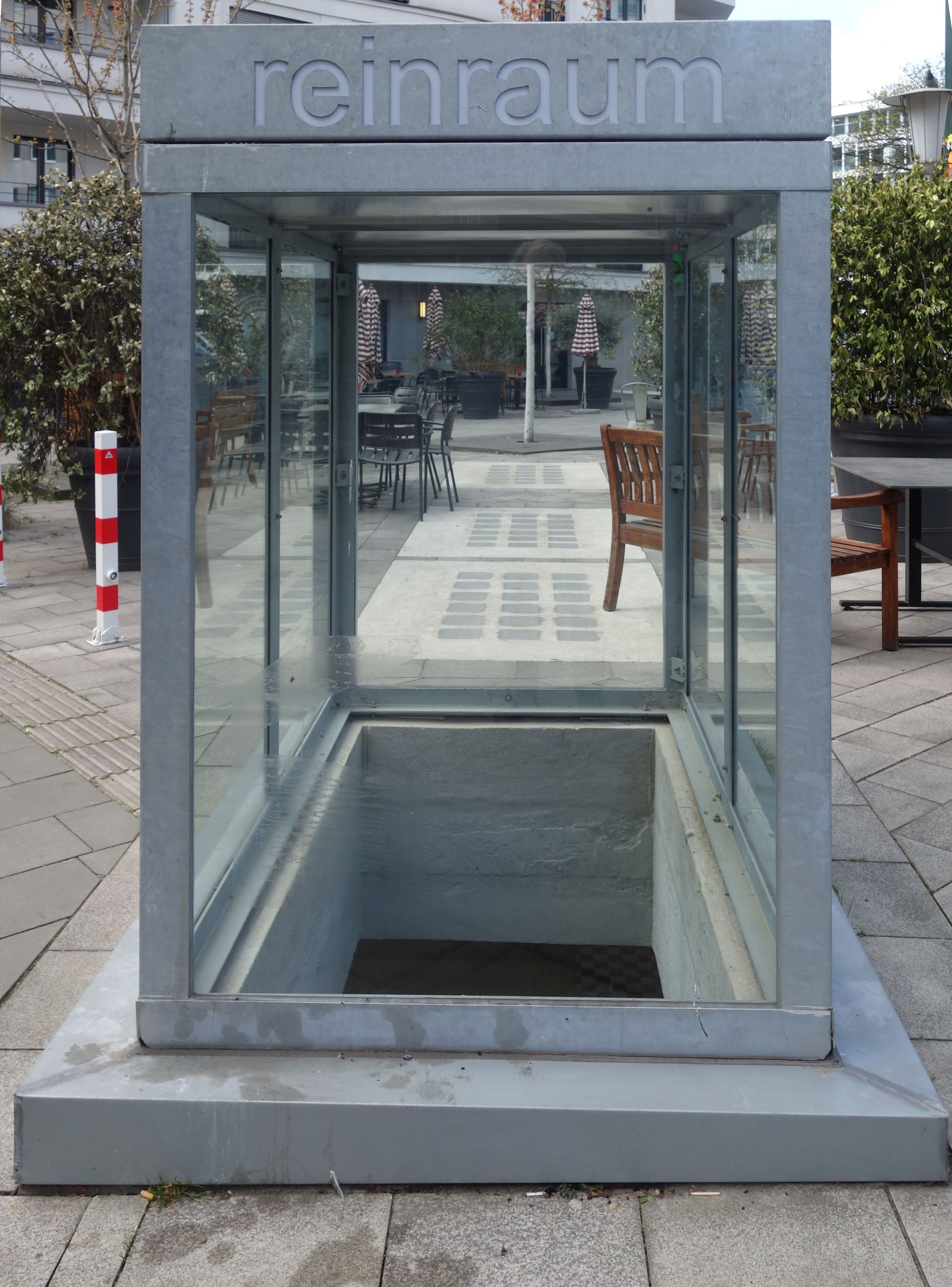
Lichtschacht (2025)

Der Verein reinraum ist ein Kunst- und Kulturzentrum in einer ungenutzten unterirdische Toilettenanlage Düsseldorfs.
Der Name reinraum lehnt sich aus der Mikroelektronik: Reinräume schaffen einen Raum, der das Arbeiten unter reinen Bedingungen ermöglicht.
Der Verein ist eine Plattform für künstlerische und kulturelle Aktivitäten (Ausstellungen, Darbietungen u. a.). Er befindet sich an der Adersstrasse 30a. Unter Künstlern gilt der reinraum als räumliche Herausforderung. Das Zentrum ist auf Subkulturen spezialisiert: 2015 widmete reinraum eine Ausstellung der Streetart, 2017 stellte Marc Oortman Fotografien von „Heroinabhängigen in Gucci und Prada“ aus, und Marc Martin stellte 2018 zur „schwulen Subkultur“ aus.
Wegen Wasser- und anderen Schäden wurde die Anlage renoviert und mangels statischer Nachweise völlig neu erkundet, vieles wurde erneuert. Die Kosten betrugen 380.000 Euro. Am 21. Juni 2024 wurde der reinraum wiedereröffnet.
Der reinraum nimmt zudem an den Düsseldorfer kunstpunkten (offene Ateliers an zwei Wochenenden) teil.